# Кокенвилье
Кокенвилье́ (фр. Coquainvilliers) — коммуна во Франции, находится в регионе Нижняя Нормандия. Департамент коммуны — Кальвадос. Входит в состав кантона Бланжи-ле-Шато. Округ коммуны — Лизьё.
Код INSEE коммуны — 14177.

## Население
Население коммуны на 2010 год составляло 852 человека.
| 1962 | 1968 | 1975 | 1982 | 1990 | 1999 | 2010 |
| ---- | ---- | ---- | ---- | ---- | ---- | ---- |
| 415  | 427  | 523  | 669  | 712  | 765  | 852  |

## Экономика
В 2010 году среди 552 человек трудоспособного возраста (15—64 лет) 395 были экономически активными, 157 — неактивными (показатель активности — 71,6 %, в 1999 году было 69,6 %). Из 395 активных жителей работали 355 человек (187 мужчин и 168 женщин), безработных было 40 (16 мужчин и 24 женщины). Среди 157 неактивных 55 человек были учениками или студентами, 70 — пенсионерами, 32 были неактивными по другим причинам.